# Solt
Solt è una città dell'Ungheria situato nella contea di Bács-Kiskun, nell'Ungheria meridionale di 6 632 abitanti (dati 2009)

## Storia
Il territorio comunale risulta abitato fin dall'età della pietra. Scavi archeologici hanno inoltre rilevato la presenza di monete, armi e utensili di epoca romana. Il primo documento in cui si menziona Solt è datato 1145. Il comune è appartenuto alla parrocchia di Kalocsa dal XI al XIII secolo. Fu in seguito invaso dall'Impero ottomano, periodo nel quale perse la maggior parte della popolazione.

## Società

### Evoluzione demografica
Secondo i dati del censimento 2001 il 94,6% degli abitanti è di etnia ungherese, l'1,3% di etnia rom